# Peter van der Maat
Peter van der Maat (Utrecht, 1957) is een Nederlands journalist.
Van der Maat was de laatste hoofdredacteur van het nieuws- en actualiteitenprogramma Netwerk van de NCRV. Hij was eerder presentator/eindredacteur bij RTL Z, oorlogsverslaggever en correspondent bij RTL Nieuws en verslaggever bij NOVA, NOS Journaal en Utrechts Nieuwsblad. Tussen 2005 en 2009 was hij hoofd communicatie bij de Politie Amsterdam-Amstelland onder hoofdcommissaris Bernard Welten.
In 1999 won hij een Gouden Beeld (tegenwoordig Beeld en Geluid Award) in de categorie Nieuws & Actualiteiten voor zijn verslaggeving over de oorlog in Kosovo.
Sinds de opheffing van Netwerk in 2010 heeft hij met Woordvoerders Etc. zijn eigen communicatiebureau dat zich vooral richt op het trainen en coachen van personen die in de media en op podia optreden. 